# Dzmitry Loban
Dzmitry Loban (3 de mayo de 1981) es un deportista bielorruso que compitió en esquí de fondo adaptado y biatlón adaptado. Ganó tres medallas en los Juegos Paralímpicos de Invierno en los años 2010 y 2018.

## Palmarés internacional
| Juegos Paralímpicos | Juegos Paralímpicos         | Juegos Paralímpicos | Juegos Paralímpicos      |
| Año                 | Lugar                       | Medalla             | Prueba                   |
| ------------------- | --------------------------- | ------------------- | ------------------------ |
| 2010                | Vancouver (Canadá)          | Medalla de bronce   | 10 km sentado            |
| 2018                | Pyeongchang (Corea del Sur) | Medalla de plata    | 1,1 km velocidad sentado |

| Juegos Paralímpicos | Juegos Paralímpicos         | Juegos Paralímpicos | Juegos Paralímpicos |
| Año                 | Lugar                       | Medalla             | Prueba              |
| ------------------- | --------------------------- | ------------------- | ------------------- |
| 2018                | Pyeongchang (Corea del Sur) | Medalla de plata    | 7,5 km sentado      |